# Mikaela Larsson
Mikaela Larsson (ur. 12 sierpnia 1985 w Piteå) – szwedzka lekkoatletka specjalizująca się w biegach długodystansowych i terenowych. 
Jej największe osiągnięcia to zwycięstwo w Maratonie Sztokholmskim 2018 i 17. miejsce na Mistrzostwach Europy 2018, w Berlinie.

## Rekordy życiowe
- Maraton – 12 sierpnia 2018 Berlin 2:35:06
- Półmaraton – 16 września 2018 Kopenhaga 1:14:18
- Bieg na 10 km – 25 października 2018 San Sebastián (ESP) 34:22
- Bieg na 10000 metrów – 26 sierpnia 2016 Sollentuna (SWE) 36:23,68
- Bieg na 5000 metrów – 28 sierpnia 2016 Sollentuna (SWE) 17:27,21
- Bieg na 3000 metrów – 3 czerwca 2016 Sollentuna (SWE) 10:15,52[2]